# Helmut Schüller
Helmut Schüller, född 24 december 1952 i Wien, är katolsk präst och en av Österrikes mest kända präster. Schüller är ordförande och talesman för reformorganisationen Kyrkoherdeinitiativet. Efter att tidigare ha beklätt höga poster i den kyrkliga hierarkin delar han sin tid mellan att vara kyrkoherde (pfarrer) i landsortskyrkan i Probstdorf och att vara studentpräst på universitet inne i Wien. 

## Biografi
Schüller gick mellan 1963 och 1971 på ett Knabenseminar, en skola för pojkar som är intresserade av att bli präster, i Hollabrunn i östligaste delarna av Österrike. På skolan var bland andra blivande kardinalen Hans Groër lärare. Schüller läste teologi på Wiens universitet och på Freiburgs universitet i Tyskland. Efter prästvigningen 1977 verkade han i en kyrka i centrala Wien samt undervisade i religion. 
Efter en tid som stiftsungdomspräst i Wien började han 1986 på österrikiska katolska välgörenhetsorganisationen Caritas, och blev fem år senare dess chef. I den rollen var han en ivrig förespråkare för flyktingars rättigheter, kritiker av asylpolitiken och en av initiativtagarna till hjälpprojektet Nachbar in Not, till stöd för människorna i forna Jugoslavien. Hans talförhet i flyktingfrågor gjorde honom i december 1993 till mål för brevbombaren Franz Fuchs; bomben upptäcktes dock i tid. Som chef för Caritas blev han den första mottagaren av Wiens handelshögskolas (Wirtschaftsuniversität Wien) pris WU-manager (ungefär "årets chef"). Samtidigt fanns också åsikten att Schüller som Caritas överhuvud var för mycket chef, och för lite filantrop.
När Christoph Schönborn 1995 tillträdde som ärkebiskop i Wien utsåg han Schüller till sin generalvikarie. 1996-2005 var Schüller chef för stiftets ombudsmannaenhet för offer för sexuella övergrepp, ett uppdrag som gjorde honom besviken på kyrkan och dess hierarkiska struktur. 2005 lämnade han uppdraget, då han alltid tyckt att denna funktion borde ledas av en lekman.
I oktober 1998 var Schüller en av fyra moderatorer vid tredagarsmötet i Salzburg mellan biskopskonferensen och katolska lekmän, där kyrkmän och kyrkfolk försökte mötas och diskutera reformer efter sexutnyttjandeskandalerna.
Som ärkebiskopens generalvikarie blev Schüller omtalad för hårda nypor, då ärkestiftets budget krympte och Schüller sänkte prästernas löner. Han förde också en direkt kampanj mot biskop Kurt Krenn i Sankt Pölten. Uppdraget som generalvikarie fick ett brysk avslutning då Schüller 1999 blev avskedad av ärkebiskopen, brevledes och utan föregående varning. Som skäl uppgav ärkebiskopen svåra meningsskiljaktigheter, samt att Schüller ägnade för mycket tid åt strukturella saker och för lite åt andliga frågor. Ärkebiskopen har senare bett om ursäkt för sättet som avskedet förmedlades på.
Vid sidan av sina engagemang i kyrkan är Schüller sedan 2007 VD för Österrikes Fairtrade-organisation.

## Kyrkoherdeinitiativet
2006 grundade Schüller, Udo Fischer och en grupp andra präster Kyrkoherdeinitiativet, som 2011 offentliggjorde sitt upprop för olydnad för att förmå präster att verka för lekmannadrivna församlingar, att göra prästers celibat frivilligt samt välkomna både kvinnor och gifta män till prästämbetet. 2012 tog Vatikanen ifrån honom hederstiteln monsignore, som han fått medan han arbetade för Caritas. Samma år mottog han Herbert Haag-priset, för sina insatser i Kyrkoherdeinitiativet.

### Källnoter
1. ↑  Gemeinsame Normdatei, läst: 24 april 2014.[källa från Wikidata]
2. 1 2 3  What next in Austria? An interview with Helmut Schuller The Tablet, 10 juni 2000 (arkivlänk) (engelska)
3. 1 2  Revolt in the ranks The Tablet, 10 september 2011 (arkivlänk) (engelska)
4. 1 2  AEIOU Lexikon
5. ↑  Franz Fuchs erstes Opfer: "Ich hatte kein Hassgefühl", Salzburger Nachrichten 3 december 2013 (arkivlänk (tyska)
6. 1 2  Kardinal Schönborn entläßt Generalvikar Schüller wegen "tiefgreifender Meinungsverschiedenheiten", Österreichischer Rundfunk, februari 1999 (arkivlänk) (tyska)
7. 1 2 3  Helmut Schüller: Ein Pfarrer gegen den Vatikan, Profil 28 april 2012 (arkivlänk) (tyska)
8. ↑  WU Manager/in, Wirtschaftsuniversität Wiens presentation av sitt pris och sina pristagare (arkivlänk) (tyska)
9. ↑  "Ich habe erst nach und nach erkannt, dass er zwei Personenhälften hatte", Der Standard 20 januari 2006] (arkivlänk) (tyska)
10. ↑  Är den katolska enheten hotad?, Signum nr 6, 2011 (arkivlänk)
11. ↑  Personalförteckning, Fairtrade Österrikes webbplats (arkivlänk) (tyska)
12. ↑  Schüller verliert Ehrentitel „Monsignore“ Österreichischer Rundfunk 29 november 2012 (arkivlänk) (tyska)
13. ↑  Vatican strips Austria’s Schüller of ‘Monsignor’ title The Tablet, 8 december 2012 (arkivlänk) (engelska)